# Indywidualne Mistrzostwa Polski w Zapasach 1952
22. Mistrzostwa Polski w Zapasach rozegrano wyłącznie w stylu klasycznym w Szczecinie w 1951.

## Medaliści
| Kategoria:  | Złoto:                                  | Srebro:                            | Brąz:                                    |
| 52 kg       | Edward Chrzanowski Unia Swarzędz        | Franciszek Spychała Spójnia Poznań | Romuald Świderski Włókniarz Kraków       |
| 57 kg       | Rudolf Toboła Siła Mysłowice            | Zdzisław Schneider CWKS Warszawa   | Kazimierz Grządzielewski Kolejarz Poznań |
| 62 kg       | Edward Drąg Włókniarz Boguszów          | Jan Klemberg CWKS Warszawa         | Stefan Pawłowski Budowlani Warszawa      |
| 67 kg       | Mieczysław Dąbrowski Budowlani Warszawa | Mieczysław Neubauer Stal Ożarów    | Stanisław Jakubowicz Kolejarz Poznań     |
| 73 kg       | Zbigniew Szajewski Spójnia Szczecin     | Antoni Gołaś Górnik Kraków         | Edward Żuławnik Ogniwo Warszawa          |
| 79 kg       | Jerzy Gryt Górnik Janów                 | Roman Malcharek Górnik Janów       | Marian Rawski Spójnia Warszawa           |
| 87 kg       | Jerzy Krawczyk Kolejarz Poznań          | Jerzy Ruszkiewicz CWKS Warszawa    | Mieczysław Radoń Kolejarz Kraków         |
| ponad 87 kg | Wincenty Mąka Stal Poznań               | Jan Michalski Budowlani Warszawa   | Kazimierz Głowiak Kolejarz Kraków        |